# Allemande (danse)
Pour les articles homonymes, voir Allemand (homonymie).
L'allemande est une pièce de musique et une danse qui tient une place importante dans le répertoire musical et chorégraphique, principalement au XVIIIe siècle.

## La musique
En musique, l'allemande est un morceau de coupe binaire avec reprises, de tempo modéré et de rythme binaire à deux ou quatre temps (usuellement 
, parfois 
 ou 
), précédé d'une levée d'une à trois croches.
Dans la suite de danses baroque, l'allemande occupe en général la première place avant la courante ; elle peut, éventuellement, être précédée d'un morceau de forme libre : prélude, ouverture, toccata, etc.
L'allemande est souvent la pièce la plus construite, celle dont le contrepoint est le plus développé : de ce fait, quand au XVIIIe siècle la structure de la suite baroque se dilue dans la généralisation des pièces imitatives ou de caractère, ou qu'elle fait place à la sonate, c'est souvent le seul élément à subsister sous son nom, comme pour affirmer la solidité des compétences du compositeur.

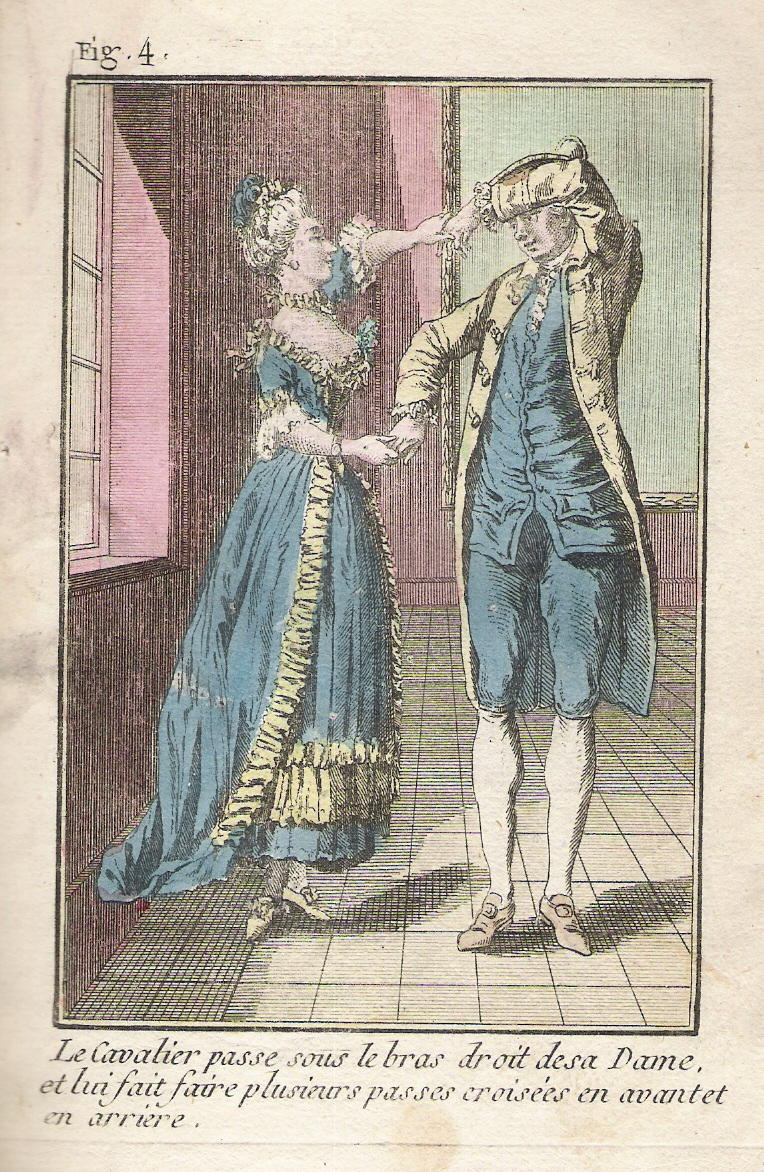
Guillaume, Almanach dansant pour 1770.

Pour Antoine Furetière (Dictionnaire, 1690), c'est une « Pièce de Musique qui est grave, & pleine de mesure, qu’on jouë sur les instruments, & particulierement sur le luth, le theorbe, l’orgue, & le clavessin ».
Sébastien de Brossard (Dictionnaire de musique, 1708), la décrit comme une « Symphonie grave, ordinairement à 2 temps, souvent à 4 ».
Pour Johann Mattheson (c. 1739), c'est  « une véritable invention allemande qui reflète un esprit satisfait et jovial se plaisant dans l’ordre et le calme ».
L'allemande baroque disparaît vers 1750, comme en témoigne Jean-Jacques Rousseau dans son Dictionnaire de musique (1768) : « Sorte d’air ou de pièce de musique dont la musique est à 4 temps et se bat gravement. Il paraît par son nom que ce caractère d’air est venu d’Allemagne, quoiqu'il n’y soit point connu du tout. L’allemande en sonate est partout vieillie, et à peine les musiciens s’en servent-ils aujourd’hui : ceux qui s’en servent encore lui donnent un mouvement plus gai ».
Il est difficile d'estimer avec précision le nombre d'allemandes composées, mais ce nombre est très important. Parmi les compositeurs les plus notables ayant composé des allemandes, citons Jean-Sébastien Bach, Rameau, Louis et François Couperin, Chambonnières, Duphly.

## La danse

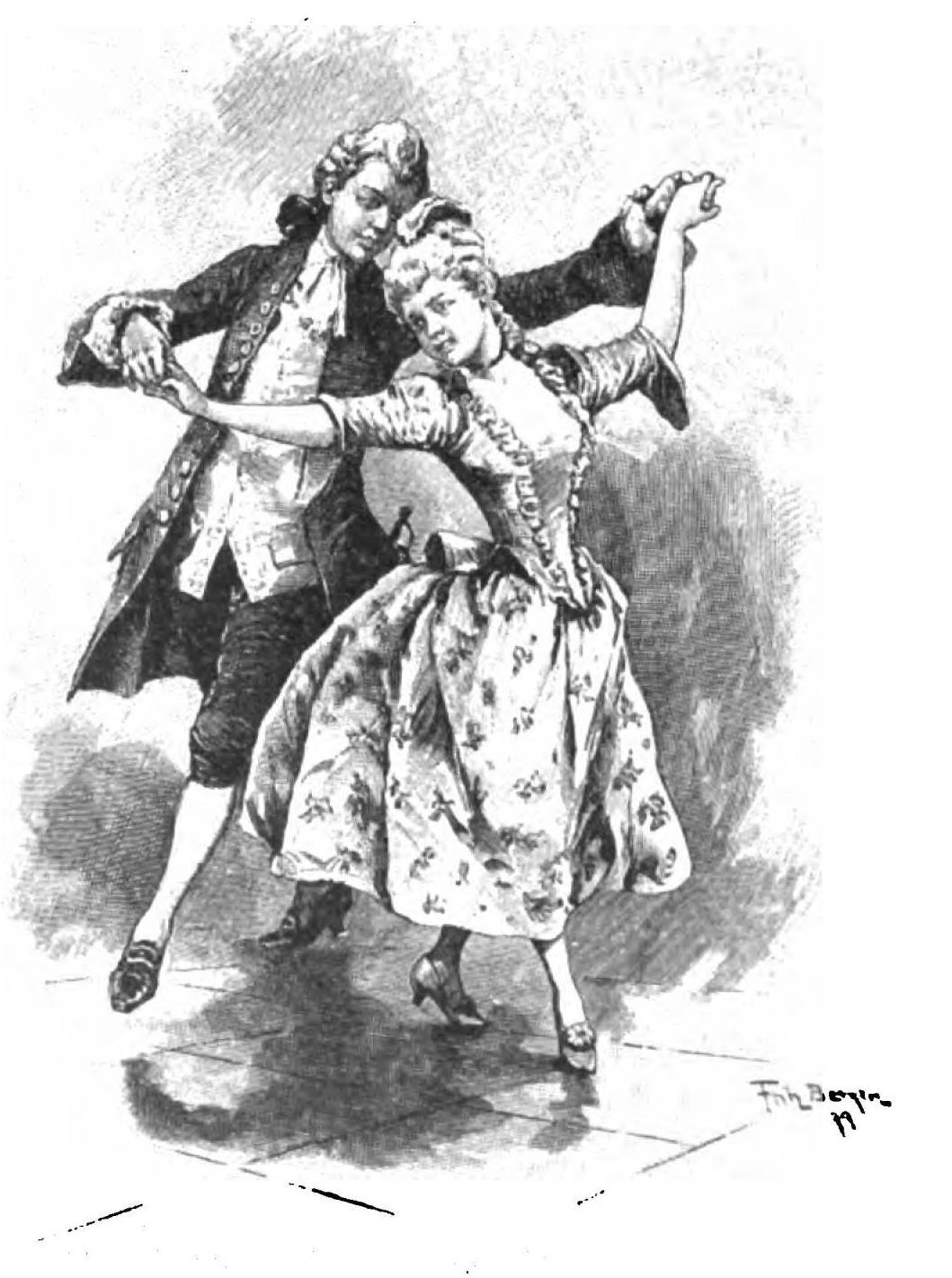
Allemande.

L'allemande est une danse en couple qui apparaît dans les répertoires de bal du XVIe siècle, et devient une danse de théâtre au siècle suivant.
Elle est mentionnée, dès 1405, par Christine de Pizan dans son prosimètre "le livre du Duc des vrais amants", vers 715 à 717 : "j'allai dans une autre pièce, sur la droite, où je me vêtis et me préparai pour danser l'Allemande."
En 1588-1589, Thoinot Arbeau la décrit comme une danse lente de cortège à 4 temps, composée de trois parties musicales, dont la troisième est plus légère et plus sautillante. C'est « une danse pleine de médiocre gravité, familière aux Allemands [...] ; en dansant l’allemande, les jeunes hommes quelquefois dérobent les damoiselles, les otant de la main de ceux qui les mènent, et celui qui est spolié se travaille d’en r’avoir une autre ».
L'allemande disparaît du bal au début du XVIIe siècle, d’où le caractère peu dansé des allemandes dans la musique de clavier.
Dans le 1° recueil de danses de bal pour l'année 1703, Raoul Feuillet et Louis Pécour la décrivent comme une danse complexe, où interviennent de nombreux « tours d'allemande », auxquels elle doit son nom. Noverre qualifie les danses allemandes de son époque de « morceaux brillants et difficiles ». Elle est aussi une des figures de la contredanse.
Après 1750, l'allemande revient en force dans les bals de la fin du XVIIIe siècle, où elle influence fortement la contredanse. Issue du ländler (3/4 ou 3/2), elle peut alors être à deux ou à trois temps. 
Elle devient une danse à la mode dans les salons parisiens et ses entrelacs et « tours de bras » avec le partenaire bousculent les habitudes des adeptes du menuet. Guillaume a publié plusieurs éditions de son Almanach dansant ou Positions et attitudes de l'allemande (probablement de 1768 à 1772). Un contemporain de Guillaume, Dubois, pensionnaire du Roi et de l'Académie Royale de Musique, auteur et éditeur de Contredanses, écrit durant la même période Les principes d'Allemandes. Ce dernier ouvrage a fait l'objet  d'une étude critique et structurale suivie d'une reconstitution par Alain Riou, Yvonne Vart, et le groupe de danseurs de Révérences. Cette étude publiée en octobre 1991 avec une préface de Francine Lancelot, propose à la fin une reconstitution des 12 figures d'Allemandes.